# Paragryllodes campanella
Paragryllodes campanella is een rechtvleugelig insect uit de familie krekels (Gryllidae). De wetenschappelijke naam van deze soort is voor het eerst geldig gepubliceerd in 1998 door Desutter-Grandcolas.